# Gmina Głogów Małopolski
Die Gmina Głogów Małopolski ist eine Stadt-und-Land-Gemeinde im Powiat Rzeszowski der Woiwodschaft Karpatenvorland in Polen. Ihr Sitz ist die gleichnamige Stadt mit etwa 6300 Einwohnern.

## Geographie
Die Gemeinde liegt in der Tiefebene von Sandomierz und grenzt im Süden an die Stadt Rzeszów.

## Gliederung
Zur Stadt-und-Land-Gemeinde Głogów Małopolski gehören neben der namensgebenden Stadt folgende 13 Schulzenämter (In Klammern die Zahl der Einwohner zum 31. Mai 2007):
Wysoka Głogowska (2219), Budy Głogowskie (1806), Przewrotne (1726), Miłocin (1352), Rudna Mała (1307), Pogwizdów Nowy (884), Styków (838), Zabajka (628), Rogoźnica (577), Pogwizdów Stary (462), Lipie (451), Hucisko (424) und Wola Cicha (349).

## Wirtschaft
Im Jahr 2007 waren in der Gemeinde 3554 Personen in der Landwirtschaft tätig, was 21 Prozent der Bevölkerung entsprach; die Mehrheit davon in Landwirtschaftsbetrieben mit einer Fläche von maximal fünf Hektar. Zum 30. Oktober 2004 waren in der Stadt 320 Einwohner arbeitslos gemeldet, in der Gemeinde 909.

## Ehrenbürger
- 2023 Zbigniew Chmielowiec (* 1954), Politiker[4]